# Peter Christian Abildgaard
Pour les articles homonymes, voir Abildgaard.
Peter Christian Abildgaard est un médecin, un vétérinaire et un naturaliste danois, né le 22 décembre 1740 à Copenhague et mort le 21 janvier 1801 dans la même ville.

## Biographie
À la demande de Johann Friedrich Struensee, Abildgaard fonda en 1773 l’École vétérinaire de Christianshavn, l’une des écoles les plus vieilles d’Europe et dont la première bibliothèque était composée de la propre collection d’Abildgaard. L’école fut déplacée à Frederiksberg en 1858 afin de devenir l’Université royale vétérinaire et agricole et constitue aujourd’hui la Faculté de sciences naturelles de l’université de Copenhague.
Abildgaard est aussi connu pour avoir été le premier à utiliser l'électricité pour réanimer un animal : un premier choc électrique sur la tête d’une poule provoquait la mort apparente de l'animal tandis qu’un second choc, appliqué sur son thorax, la ranimait.
Abildgaard fonda ensuite la Société d’histoire naturelle en 1789.